# Xenolea asiatica
Xenolea asiatica är en skalbaggsart som först beskrevs av Maurice Pic 1925.  Xenolea asiatica ingår i släktet Xenolea och familjen långhorningar.
Artens utbredningsområde är:
- Laos.
- Burma.

Inga underarter finns listade i Catalogue of Life.